# Festival d'Angoulême 2004
La 31e édition du Festival international de la bande dessinée d'Angoulême s'est déroulée du 22 au 25 janvier 2004.

## Affiche
Régis Loisel

## Palmarès
Le palmarès de l'édition 2004 du Festival international de la bande dessinée d'Angoulême est indiqué ci-dessous. Il se compose de 10 prix officiels et d'autres prix ne faisant pas partie du festival mais qui ont été remis durant celui-ci. Le vainqueur du prix est mentionné en gras, suivi par les albums nommés.

### Grand Prix de la ville d'Angoulême
Le grand prix de la ville d'Angoulême a été remis à Zep, l'auteur de Titeuf, série qui a connu le plus grand succès public du début des années 2000.

### Prix remis par le grand jury
- Prix du meilleur album : Le Combat ordinaire : Tome 1 de Emmanuel Larcenet, éd. Dargaud, Paris
  - L'Ascension du Haut Mal : Volume 6 de David B., éd. L'Association, Paris
  - Lupus de Frederik Peeters, éd. Atrabile, Genève
  - Broderies de Marjane Satrapi, éd. L'Association, Paris
  - La Vie de ma mère : Face B de Jean-Christophe Chauzy et Thierry Jonquet, éd. Gallimard, Paris
  - Daredevil : Underboss et Daredevil : le Scoop de Brian Bendis et Alex Maleev, éd. Marvel France, Saint-Laurent-du-Var
  - Blonde platine de Adrian Tomine, Éditions du Seuil, Paris

- Prix du scénario : Sandman : la Saison des brumes de Neil Gaiman, éd. Delcourt, Paris
  - Planetes de Makoto Yukimura, éd. Marvel France, Saint-Laurent-du-Var
  - Mémoire d'un commercial de Morvandiau, éd. Les Requins Marteaux
  - La Grippe coloniale : le Retour d'Ulysse de Serge Huo-Chao-Si et Appollo, éd. Vents d'Ouest, Issy-les-Moulineaux
  - Caravane de Bernard Olivié et Jorge Zentner, éd. Amok, Montreuil
  - La Ligue des gentlemen extraordinaires : Tome 4 de Alan Moore et Kevin O'Neill, éd. USA Éditions
  - Cuervos de Richard Marazano et Michel Durand, éd. Glénat, Grenoble

- Prix du dessin : Blacksad : Artic Nation de Juanjo Guarnido et Juan Diaz Canales, éd. Dargaud, Paris
  - Les Contes du septième souffle : Shiro Yuki de Hugues Micol et Eric Adam, éd. Vents d'Ouest, Issy-les-Moulineaux
  - Le Curé : Le Jugement de Christian de Metter et Laurent Lacoste, éd. Triskel
  - Hulk : Tome 2 de Brian Azzarello et Richard Corben, éd. Marvel France, Saint-Laurent-du-Var
  - Ping-pong : Tome 1 de Taiyō Matsumoto, éd. Delcourt, Paris
  - Le Commis Voyageur de Seth, éd. Casterman, Bruxelles
  - Léviathan de Jens Harder, Éditions de l'an 2, Angoulême

- Prix du premier album : Betty Blues de Renaud Dillies et Anne-Claire Jouvray, éd. Paquet, Genève
  - La Tendresse des crocodiles de Fred Bernard, Éditions du Seuil, Paris
  - Soupe froide de Charles Masson, éd. Casterman, Bruxelles
  - Ludologie de Ludovic Debeurme, éd. Cornélius, Paris
  - Kuklos de Christophe Gaultier et Sylvain Ricard, éd. Soleil, Toulon
  - Palaces de Simon Hureau, éd. Ego comme X, Angoulême
  - Hector Umbra : Folie semi-automatique de Uli Oesterle, éd. Akileos, Paris

- Prix de la série : 20th Century Boys : Tome 10 de Naoki Urasawa, éd. Marvel France, Saint-Laurent-du-Var
  - Bouncer de François Boucq et Alejandro Jodorowsky, éd. Les Humanoïdes Associés, Paris
  - Stéphane Clément, chroniques d'un voyageur de Daniel Ceppi, éd. Les Humanoïdes Associés, Paris
  - Sambre de Yslaire, éd. Glénat, Grenoble
  - Donjon de Joann Sfar et Lewis Trondheim, éd. L'Association, Paris
  - Bételgeuse de Leo, éd. Dargaud, Paris
  - Black Hole de Charles Burns, éd. Delcourt, Paris

- Prix du patrimoine : L'Anthologie de Arthur Burdett Frost, Éditions de l'an 2, Angoulême
  - M le Magicien de Massimo Mattioli, éd. L'Association, Paris
  - Ayako de Osamu Tezuka, éd. Delcourt, Paris
  - Clifton de Raymond Macherot, éd. Le Lombard, Bruxelles
  - Lycaons de Alex Barbier, éd. Fréon, Anderlecht
  - Coups d'éclat de Yoshihiro Tatsumi, éd. Vertige Graphic, Paris
  - Social Fiction de Chantal Montellier, éd. Vertige Graphic, Paris

### Autres prix du festival
- Prix public du meilleur album : Blacksad : Artic Nation de Juanjo Guarnido et Juan Diaz Canales, éd. Dargaud, Paris
  - 32 décembre de Enki Bilal, éd. Les Humanoïdes Associés, Paris
  - Bouncer : la Justice des serpents de François Boucq et Alejandro Jodorowsky, éd. Les Humanoïdes Associés, Paris
  - Là-bas de Anne Sibran et Didier Tronchet, éd. Dupuis, Marcinelle
  - le Combat ordinaire : Tome 1 de Emmanuel Larcenet, éd. Dargaud, Paris
  - Pyongyang de Guy Delisle, éd. L'Association, Paris
  - Mister George : Tome 1 de Hugues Labiano, Rodolphe et Serge Le Tendre, éd. Le Lombard, Bruxelles
  - Sambre : Maudit soit le fruit de ses entrailles de Yslaire, éd. Glénat, Grenoble
  - W.E.S.T. : la Chute de Babylone de Christian Rossi et Xavier Dorison, éd. Dargaud, Paris
  - Golden City : le Dossier Harrison de Nicolas Malfin et Daniel Pecqueur, éd. Delcourt, Paris
  - 100 Bullets : Tome 1 de Eduardo Risso et Brian Azzarello, Semic, éd. Paris
  - 20th Century Boys : Tome 10 de Naoki Urasawa, éd. Marvel France, Saint-Laurent-du-Var
  - Quartier lointain : Tome 2 de Jirô Taniguchi, éd. Casterman, Bruxelles

- Prix jeunesse 9-12 ans : Luuna : le Crépuscule du lynx de Crisse et Nicolas Kéramidas, éd. Soleil, Toulon
  - les Profs : Chute des cours de Pica et Erroc, éd. Bamboo
  - Sillage : Artifices de Jean-David Morvan et Philippe Buchet, éd. Delcourt, Paris
  - Bételgeuse : les Cavernes de Leo, éd. Dargaud, Paris
  - l'Héritage d'Émilie : Maeve de Florence Magnin, éd. Dargaud, Paris

- Prix jeunesse 7-8 ans :
  - ex æquo Petit Vampire : la Soupe au caca de Joann Sfar et David Chauvel, éd. Delcourt, Paris
  - ex æquo Popotka le petit Sioux : Mahto de Fred Simon, éd. Delcourt, Paris

- Prix fanzine : Sturgeon White Moss de Sylvia Farago, éd. White Moss Press, Londres

- Prix de la communication : Campagne Handicap International, avec l'aide de la Ville d'Angoulême et la participation de Zep.

- Prix pour l'ensemble de son œuvre : Chris Claremont.

- Prix partenaire (Prix René Goscinny) : les Jolis Pieds de Florence de Riad Sattouf, éd. Dargaud, Paris
  - Jury du prix Goscinny : Philippe Druillet, Alix Girod de l'Ain, Anne Goscinny, Benoît Habert, Nagui, Yves Poinot, David Pujadas, Marjane Satrapi, Patrick Timsit et Michaël Youn.

### Prix remis dans le cadre du festival
- Prix du jury œcuménique de la bande dessinée : Là Bas de Didier Tronchet et Anne Sibran, éd. Dupuis, Marcinelle

- Prix international de la bande dessinée catholique : Lincoln : Tome 2 de Jérôme Jouvray et Olivier Jouvray, éd. Paquet, Genève

- Prix Canal BD : le Photographe : Tome 1 de Emmanuel Guibert, Didier Lefèvre, Frédéric Lemercier, éd. Dupuis, Marcinelle

- Prix Tournesol : Gen d'Hiroshima : Tome 1 de Keiji Nakazawa, éd. Vertige Graphic, Paris

## Animations et expositions
- Atelier Sanzot à l'Hôtel des Ventes
- Titeuf à l'Hôtel de Ville
- Dave McKean à l'Hôtel Saint Simon
- Joann Sfar et Emmanuel Guibert à la bibliothèque des jeunes Saint-Martial
- École Sint Lukas de Bruxelles au Studio du théâtre d'Angoulême[1]
- Richard McGuire à la Maison des auteurs
- Rahan dans les salons de l'hôtel de ville d'Angoulême
- Régis Loisel dans le hall du Centre national de la bande dessinée et de l'image
- Rencontres internationales dans la salle Buñuel de l'espace Franquin. Étaient notamment présents Chris Ware, Juanjo Guarnido, Lorenzo Mattotti ou Enki Bilal.

## Pays invité
En 2004, le Groland était à l'honneur au Festival d'Angoulême. L'invitation de ce pays imaginaire, né de l'esprit des créatifs de Canal +, marquera la fin de ce principe adopté depuis plusieurs années par le festival, afin, selon Benoît Mouchart, directeur artistique du festival, de montrer que le festival est « résolument international, ouvert chaque année sur les cultures et les auteurs du monde entier » www.bdzoom.com.

## Jury
Le jury était présidé par Régis Loisel, grand prix de l'année 2003. Les autres membres de ce jury étaient Émilie Bruneau (libraire), Claudio Curcio (directeur du Festival de la bande dessinée de Naples), Christelle Favre (libraire), Christian Marmonnier (journaliste), Wan-kyung Sung (universitaire coréen) ainsi que Claire Wendling (dessinatrice).